# Seminarium Języka Litewskiego Uniwersytetu w Królewcu
Seminarium Języka Litewskiego Uniwersytetu w Królewcu (lit. Karaliaučiaus universiteto Lietuvių kalbos seminaras) – jednostka istniejąca na Uniwersytecie Albrechta w Królewcu w latach 1718–1944, kształcąca studentów w zakresie języka litewskiego. 
Szkoła została założona na początku XVIII wieku przez króla pruskiego Fryderyka Wilhelma I w celu kształcenia pastorów, mających pracować na terenie Małej Litwy. Afiliowane zostało przy Wydziale Teologii. 
Przeciętny kurs języka litewskiego trwał trzy lata i obejmował 300 godzin lekcyjnych. Formalnie prowadzącym seminarium był król w Prusach, stąd początkowo nosiło ono nazwę Królewskiego. Na czele szkoły stał biskup Jonas Kvantas.
Wśród absolwentów szkoły znaleźli się znani działacze litewscy i niemieccy Kristijonas Donelaitis, Gotfrydas Ostermejeris, Paulis Frydrichas Ruigys, Kristijonas Gotlybas Milkus, Kristupas Danielius Hasenšteinas, Zigfridas Ostermejeris, Natanelis Ostermejeris oraz Frydrichas Vilhelmas Hakas.
Od 1810 do 1840 roku Seminarium prowadził znany działacz litewski Ludwig Rhesa, później zastąpił go w tej roli Fridrichas Kuršaitis (1840–1883). Po 1884 roku nadzór nad szkołą przejęli pastorzy niemieccy. 
W 1935 roku Seminarium zostało podporządkowane Wydziałowi Filozofii, odtąd działało jako instytut bałtosłowiański, w którym wykładali m.in. Viktoras Falkenhahnas i Jurgis Gerulis.
Wraz z nadejściem frontu w 1944 roku placówka została zamknięta. 
Ogółem wśród absolwentów szkoły znalazło się około 1,7 tys. studentów, którzy zasilili parafie ewangelicko-augsburskie na terenie Prus Wschodnich. Seminarzyści w znacznym stopniu przyczynili się do zachowania kultury litewskiej i języka na terenie Litwy Pruskiej.